# (7596) Yumi
(7596) Yumi est un astéroïde de la ceinture principale.

## Description
(7596) Yumi est un astéroïde de la ceinture principale. Il fut découvert le 10 avril 1993 à Kitami par Kin Endate et Kazuro Watanabe. Il présente une orbite caractérisée par un demi-grand axe de 3,01 UA, une excentricité de 0,08 et une inclinaison de 11,0° par rapport à l'écliptique.

## Compléments